# Объект 187
«Объект 187» — экспериментальный прототип основного танка, разработанный в «УКБТМ» (Уральское конструкторское бюро транспортного машиностроения).

## Описание
«Объект 187» разрабатывался параллельно с «объектом 188» (будущий Т-90), оба объекта проходили по программе доведения танка Т-72Б до уровня защищённости Т-80У/УД.
Всего было изготовлено порядка 6 вариантов машины, различавшихся силовыми установками, образец № 1 имел двигатель В-84МС мощностью 840 л. с., который впоследствии был установлен на «объект 188», образец № 2 был оснащён 1000-сильным V-образным дизелем с турбонаддувом КД-34 (В-85) разработанным в Барнауле, образец № 3 служил для проверки узлов машины и в принципе никогда не был полностью укомплектован, но, в отличие от первых двух образцов, на нём стояла новая сварная башня. В качестве эксперимента на опытном образце № 3 было удалено родное МТО (моторно-трансмиссионное отделение) с КД-34 и установлено МТО Т-80У и ГТД-1500Г. На образец № 4 был установлен новый X-образный челябинский двигатель А-85-2 мощностью 1200 л. с.
Образцы № 5 и № 6 стали наиболее совершенным машинами серии, на них были введены почти все изменения. На данный момент в «живых» остались образцы № 3, 4, 5, 6, все они в плачевном состоянии находятся в «отстойнике» музея БТ в Кубинке.

## Вооружение
Основным вооружением танка стала 125-мм гладкоствольная пушка повышенной баллистики 2А66 (Д-91Т), разработанная в Свердловске на «Заводе № 9», на стволе был установлен дульный тормоз для уменьшения длины отката из-за возросшей мощности орудия. Старыми снарядами из орудия 2А66 нельзя было стрелять из-за дульного тормоза. БОПС опрокидывался, для решения этой проблемы были созданы новые снаряды «Анкер-1» и «Анкер-2» с урановым и вольфрамовым сердечником. С орудием был спарен пулемёт 7,62-мм ПКТ и на крыше — зенитный НСВТ.

## Защита
Корпус Т-72 был удлинён и изменена форма ВЛД (верхняя лобовая деталь), с ВЛД было убрано знаменитое «декольте», присутствовавшее на всех танках начиная с Т-64, за счёт чего защищённость машины сильно возросла. На «Объект 187» также ставилась сварная башня новой конструкции (позже она будет установлена на Т-90А), на машину также ставилась ДЗ нового поколения, предшественник ДЗ «Реликт». На борта ставили решётки, при транспортировке по железной дороге их планировалось снимать. Под ними сохранились резиновые экраны.

## Модификации
- Объект 187, образец № 1, № 2 — Опытные образцы № 1 и № 2, наиболее близки к облику Т-90, в качестве силовой установки использовался В-84МС мощностью 840 л. с. и КД-34 (В-85) мощностью 1000 л. с. на образце № 2.
- Объект 187, образец № 3 — Использовался для отработки различных узлов машины, из за чего не был полностью укомплектован, на образец № 3 впоследствии был установлен ГТД-1500Г, в отличие от № 1 и № 2 имел новую сварную башню. Имел спрямлёную лобовую деталь с динамической защитой «Контакт-5».
- Объект 187, образец № 4 — машина в целом схожая с образцом № 3, но в качестве силовой установки установлен новый X-образный челябинский двигатель А-85-2 мощностью 1200 л. с., а также новая лобовая деталь.
- Объект 187, образец № 5 и № 6 — наиболее совершенные модели опытной серии, X-образный челябинский двигатель А-85-2 мощностью 1200 л. с.

## Где можно увидеть
В «запаснике» Военно-исторического музея бронетанкового вооружения и техники рядом с городом Кубинкой.

## В игровой индустрии
В MMO-игре Armored Warfare танк присутствует в виде премиумной машины 7-го уровня.